# Veľká Lomnica
Veľká Lomnica é um município da Eslováquia, situado no distrito de Kežmarok, na região de Prešov. Tem 19,12 km² de área e sua população em 2018 foi estimada em 4.890 habitantes.

## Demografia
| Ano:        | 1994 | 2004    | 2014    | 2024    |
| ----------- | ---- | ------- | ------- | ------- |
| Broj ljudi: | 3252 | 3760    | 4536    | 5529    |
| Razlika:    |      | +15,62% | +20,63% | +21,89% |

| Ano:               | 2023 | 2024   |
| ------------------ | ---- | ------ |
| Número de pessoas: | 5380 | 5529   |
| Diferença:         |      | +2,76% |